# 碘化亚铁
碘化亚铁是无机化合物，化学式为FeI2。

## 制备
- 直接用碘与铁反应：

{\displaystyle {\mathsf {Fe+I_{2}\ {\xrightarrow {}}\ FeI_{2}}}}
- 加热碘与硫化铁：

{\displaystyle {\mathsf {FeS+I_{2}\ {\xrightarrow {T}}\ FeI_{2}+S}}}
- 加热分解Fe(CO)4I2：

{\displaystyle {\mathsf {Fe(CO)_{4}I_{2}\ {\xrightarrow {T}}\ FeI_{2}+2CO}}}

## 物理性质
红棕色三方晶体，空间群P 3m1，其中a = 0,404 nm，c = 0,675 nm，Z = 1。
易溶于水。
可形成FeI2·n H2O，其中n = 2, 4, 6, 9。

## 化学性质
- 在空气中加热时，被氧气氧化：

{\displaystyle {\mathsf {4FeI_{2}+3O_{2}\ {\xrightarrow {T}}\ 2Fe_{2}O_{3}+4I_{2}}}}

## 用途
在有机反应中作为催化剂使用。